# Rhodymeniales
Rhodymeniales Schmitz in Engler, 1892  é o nome botânico, segundo o sistema de classificação de Hwan Su Yoon et al. (2006), de uma ordem de algas vermelhas pluricelulares da classe Florideophyceae, subfilo Rhodophytina.

## Táxons inferiores
Família: Champiaceae Kützing, 1843
Família: Faucheaceae I.M. Strachan, G.W. Saunders, & G.T. Kraft
Família: Fryeellaceae L. Le Gall, Dalen & G.W. Saunders, 2008
Família: Hymenocladiaceae L. Le Gall, Dalen & G.W. Saunders, 2008
Família: Lomentariaceae J. Agardh, 1876
Família: Rhodymeniaceae Harvey, 1849